# Pedro Tarroja
Pedro de Torroja, Tarroja o Villa Beltrán  (? - marzo de 1184) fue un obispo de Zaragoza entre 1152 y 1184.

## Orígenes
Pertenecía a la familia Torroja, que detentaba el señorío de Solsona, aunque algunos historiadores indican que era pariente del rey. Fue abad de Vilabertrán antes de ser nombrado obispo gracias a la ayuda de su pariente Guillem de Torroja, obispo de Barcelona y posteriormente arzobispo de Tarragona (y por tanto superior de Pedro). 

## Episcopado
Pasados las crisis institucionales que vivió el establecimiento de la diócesis tras la Reconquista de Zaragoza y las guerras civiles por la sucesión real, fue bajo el pontificado de Pedro que se consolidó la diócesis como institución.
Las crónicas religiosas destacan especialmente de su pontificado que comenzó las obras de la catedral románica de la Seo de Zaragoza, hasta entonces mezquita reconvertida, y que trajo personalmente la cabeza de San Valero a Zaragoza, cuya gran atracción disparó la donaciones a la diócesis. Muchas de esas donaciones, así como el reparto de los diezmos de las iglesias de la diócesis permitieron dotar las canonjías de la catedral de la Seo y la basílica del Pilar. Destaca la donación de la iglesia de La Almunia por parte de Doña Godina de Foces, propietaria cuyas donaciones repoblaron la localidad que hoy se conoce como La Almunia de Doña Godina en su honor.
Asimismo consiguió que el papa Alejandro III estableciera el carácter regular de dichos canónigos de la Seo de Zaragoza, pues ya su predecesor Bernardo Jiménez había introducido en el cabildo la Regla de san Agustín. Posteriormente expandiría dicho carácter regular a la Colegiata de Daroca. Fue también bajo su pontificado que se desarrolló el primitivo monasterio del Salz en Lagata, antecesor del monasterio de Rueda que supuso la introducción de la orden del Císter en Aragón. La orden del Císter sería conocida en la región como orden del Salz por este origen.
Como su predecesor mantuvo buenas relaciones con Ramón Berenguer IV, que le donó Juslibol. La localidad pasó a ser una de las posesiones terrenales del obispado como señor feudal durante los siglos siguientes y un lugar de residencia habitual del obispo. El obispado cooperó con el poder real en la repoblación de los territorios recientemente reconquistados en la frontera suroriental. Así Alfonso II de Aragón cedió al obispado en 1175 la tenencia de Aznar Lagaña (Matarraña) al obispado, siendo Fortún Robert el subfeudatario del obispo y poblando o fundando Villacadima, Valderrobles y Mazaleón. Otros territorios fueron repoblados por canónigos a cambio de las rentas para sus canonjías, como es el caso de Longares.
En ese contexto, le tocó al obispo Pedro zanjar muchas lindes del obispado de Zaragoza. Así, logró el establecimiento de los límites sur de la diócesis con la diócesis de Segorbe-Albarracín, que había sido recreado por el señorío de Albarracín para evitar depender de la diócesis de Zaragoza y consolidar su independencia. Los límites fueron confirmados por el papa Adriano IV según los antiguos límites de la época de Wamba. 
Al oeste, el obispo de Pamplona, disputaba con la diócesis zaragozana la zona de las Cinco Villas desde la época de Esteban de Zaragoza, lo que se mezclaba con la delimitación de fronteras entre los reinos de Aragón y Navarra tras la disolución de su unión dinástica. Cuando Sancho IV de Navarra finalmente perdió el uso de los castillos de la frontera de los que había sido usufructuario su padre por su alianza con Aragón, el cardenal Giacinto Orsini repartió la zona dejando Uncastillo, Pradilla y Pola en manos pamplonesas y Ejea de los Caballeros, Tauste, Luna y El Castellar en manos zaragozanas. También disputó con el obispo de Tarazona, recreado en la misma época que el zaragozano, las localidades de Calatayud y Borja. También tuvo un conflicto por el control de Alagón. Bajo el pontificado de Pedro se consagraron numerosas iglesias en la zona para consolidar dicho reparto, constando en los documentos ejemplos en Épila, Daroca, Ejea y Luna.